# Marie-Helene Östlund
Marie-Helene Östlund z d. Westin (ur. 1 maja 1966 w Sollefteå) – szwedzka biegaczka narciarska, czterokrotna medalistka mistrzostw świata.

## Kariera
Jej olimpijskim debiutem były igrzyska w Calgary w 1988 roku. We wszystkich swoich startach plasowała się tam w pierwszej dziesiątce, jej najlepszym indywidualnym wynikiem było siódme miejsce w biegu na 5 km techniką klasyczną. Wspólnie z koleżankami z reprezentacji zajęła szóste miejsce w sztafecie 4 × 5 km. Dwa lata później, podczas igrzysk olimpijskich w Albertville w swoim najlepszym starcie, w biegu pościgowym 5+10 km zajęła szóste miejsce. Wzięła także w igrzyskach olimpijskich w Lillehammer w 1994 roku. Indywidualnie jej najlepszym wynikiem było 12. miejsce na dystansie 30 km techniką klasyczną. Ponadto Szwedki z Östlund w składzie zajęły szóste miejsce w sztafecie.
W 1987 roku wystartowała na mistrzostwach świata w Oberstdorfie. Zdobyła tam złoty medal w biegu na 20 km techniką dowolną. Ponadto wraz z Magdaleną Wallin, Karin Lamberg-Skog i Anniką Dahlman wywalczyła brązowy medal w sztafecie. Najbliżej medalu na mistrzostwach świata w Lahti w 1989 roku była w sztafecie, gdzie Szwedki zajęły czwarte miejsce. Kolejny medal zdobyła na mistrzostwach w Val di Fiemme w 1991 roku, gdzie była druga w biegu na 10 km stylem dowolnym, ulegając jedynie Jelenie Välbe z Rosji. Dwa lata później, podczas mistrzostw świata w Falun jej najlepszym indywidualnym wynikiem było 10. miejsce w biegu pościgowym 5+10 km. Swój ostatni medal wywalczyła na mistrzostwach w Thunder Bay w 1995 roku, gdzie razem z Anną Frithioff, Antoniną Ordiną i Anette Fanqvist wywalczyła brązowy medal w sztafecie. W indywidualnych startach plasowała się drugiej dziesiątce. Na kolejnych mistrzostwach świata już nie startowała.
Najlepsze wyniki w Pucharu Świata osiągnęła w sezonie 1987/1988, kiedy to zajęła drugie miejsce w klasyfikacji generalnej. Dziewięciokrotnie stawała na podium Pucharu Świata, w tym dwukrotnie zwyciężała.
Jej mąż Erik Östlund oraz brat Håkan Westin także uprawiali biegi narciarskie.

## Osiągnięcia

### Igrzyska olimpijskie
| Miejsce | Dzień     | Rok  | Miejscowość | Konkurencja             | Czas biegu | Strata  | Zwyciężczyni      |
| ------- | --------- | ---- | ----------- | ----------------------- | ---------- | ------- | ----------------- |
| 8.      | 14 lutego | 1988 | Calgary     | 10 km stylem klasycznym | 30:08,3    | +45,2   | Vida Vencienė     |
| 7.      | 17 lutego | 1988 | Calgary     | 5 km stylem klasycznym  | 15:04,0    | +24,9   | Marjo Matikainen  |
| 6.      | 21 lutego | 1988 | Calgary     | Sztafeta 4 × 5 km       | 59:51,1    | +2:33,8 | ZSRR              |
| 10.     | 25 lutego | 1988 | Calgary     | 20 km stylem dowolnym   | 55:33,6    | +2:45,8 | Tamara Tichonowa  |
| 10.     | 9 lutego  | 1992 | Albertville | 15 km stylem klasycznym | 42:20,8    | +2:39,7 | Lubow Jegorowa    |
| 9.      | 13 lutego | 1992 | Albertville | 5 km stylem klasycznym  | 14:13,8    | +28,8   | Marjut Lukkarinen |
| 6.      | 15 lutego | 1992 | Albertville | 5+10 km pościgowy       | 40:07,7    | +1:20,5 | Lubow Jegorowa    |
| 7.      | 17 lutego | 1992 | Albertville | Sztafeta 4 × 5 km       | 59:34,8    | +2:19,7 | WNP               |
| 7.      | 21 lutego | 1992 | Albertville | 30 km stylem dowolnym   | 1:22:30,1  | +4:46,1 | Stefania Belmondo |
| 17.     | 13 lutego | 1994 | Lillehammer | 15 km stylem dowolnym   | 39:44,5    | +4:19,1 | Manuela Di Centa  |
| 6.      | 21 lutego | 1994 | Lillehammer | Sztafeta 4 × 5 km       | 57:12,5    | +2:53,3 | Rosja             |
| 12.     | 24 lutego | 1994 | Lillehammer | 30 km stylem klasycznym | 1:25:41,6  | +3:04,6 | Manuela Di Centa  |

### Mistrzostwa świata
| Miejsce | Dzień     | Rok  | Miejscowość   | Konkurencja             | Czas biegu | Strata  | Zwyciężczyni            |
| ------- | --------- | ---- | ------------- | ----------------------- | ---------- | ------- | ----------------------- |
| 11.     | 13 lutego | 1987 | Oberstdorf    | 10 km stylem klasycznym | 31:49,5    | +2:21,6 | Anne Jahren             |
| 11.     | 16 lutego | 1987 | Oberstdorf    | 5 km stylem klasycznym  | 14:45,7    | +36,1   | Marjo Matikainen        |
| 3.      | 18 lutego | 1987 | Oberstdorf    | Sztafeta 4 × 5 km       | 58:08,8    | +1:32,2 | ZSRR                    |
| 1.      | 20 lutego | 1987 | Oberstdorf    | 20 km stylem dowolnym   | 57:20,5    | -       | -                       |
| 13.     | 17 lutego | 1989 | Lahti         | 10 km stylem klasycznym | 29:19,0    | +1:49,6 | Marja-Liisa Kirvesniemi |
| 14.     | 19 lutego | 1989 | Lahti         | 10 km stylem dowolnym   | 27:04,5    | +1:51,9 | Jelena Välbe            |
| 4.      | 23 lutego | 1989 | Lahti         | Sztafeta 4 × 5 km       | 54:49,8    | +1:39,5 | Finlandia               |
| 9.      | 25 lutego | 1989 | Lahti         | 30 km stylem dowolnym   | 1:29:59,7  | +2:52,3 | Jelena Välbe            |
| 6.      | 8 lutego  | 1991 | Val di Fiemme | 15 km stylem klasycznym | 44:58,5    | +2:07,9 | Jelena Välbe            |
| 2.      | 10 lutego | 1991 | Val di Fiemme | 10 km stylem dowolnym   | 28:25,9    | +33,5   | Jelena Välbe            |
| 9.      | 12 lutego | 1991 | Val di Fiemme | 5 km stylem klasycznym  | 14:04,2    | +37,8   | Trude Dybendahl         |
| 6.      | 14 lutego | 1991 | Val di Fiemme | Sztafeta 4 × 5 km       | 55:36,6    | +2:21,2 | ZSRR                    |
| 6.      | 16 lutego | 1991 | Val di Fiemme | 30 km stylem dowolnym   | 1:20:26,8  | +3:10,6 | Lubow Jegorowa          |
| 11.     | 21 lutego | 1993 | Falun         | 5 km stylem klasycznym  | 14:07,6    | +23,8   | Łarisa Łazutina         |
| 10.     | 23 lutego | 1993 | Falun         | 5+10 km pościgowy       | 40:19,0    | +1:27,5 | Stefania Belmondo       |
| 6.      | 25 lutego | 1993 | Falun         | Sztafeta 4 × 5 km       | 54:15,7    | +1:57,2 | Rosja                   |
| 12.     | 27 lutego | 1993 | Falun         | 30 km stylem dowolnym   | 1:22:41,3  | +5:00,2 | Stefania Belmondo       |
| 19.     | 10 marca  | 1995 | Thunder Bay   | 15 km stylem klasycznym | 41:27,5    | +3:54,4 | Łarisa Łazutina         |
| 14.     | 12 marca  | 1995 | Thunder Bay   | 5 km stylem klasycznym  | 15:23,7    | +1:09,3 | Łarisa Łazutina         |
| 14.     | 14 marca  | 1995 | Thunder Bay   | 5+10 km pościgowy       | 43:19,6    | +2:11,7 | Łarisa Łazutina         |
| 3.      | 16 marca  | 1995 | Thunder Bay   | Sztafeta 4 × 5 km       | 53:47,6    | +1:31,1 | Rosja                   |
| 15.     | 18 marca  | 1995 | Thunder Bay   | 30 km stylem dowolnym   | 1:16:27,3  | +5:11,5 | Jelena Välbe            |

### Mistrzostwa świata juniorów
| Miejsce | Dzień     | Rok  | Miejscowość | Konkurencja             | Wynik   | Strata  | Zwyciężczyni      |
| ------- | --------- | ---- | ----------- | ----------------------- | ------- | ------- | ----------------- |
| 27.     | 3 lutego  | 1984 | Trondheim   | 10 km stylem klasycznym | 32:48,5 | +2:15,5 | Anfisa Romanowa   |
| 4.      | 5 lutego  | 1984 | Trondheim   | Sztafeta 3 × 5 km       | 52:27,8 | +1:27,5 | Norwegia          |
| 11.     | 14 lutego | 1985 | Täsch       | 10 km stylem klasycznym | 31:24,3 | +1:12,3 | Anna-Lena Fritzon |
| 2.      | 16 lutego | 1985 | Täsch       | Sztafeta 3 × 5 km       | 44:47,1 | +12,7   | ZSRR              |

### Puchar Świata

#### Miejsca w klasyfikacji generalnej
- sezon 1985/1986: 28.
- sezon 1986/1987: 4.
- sezon 1987/1988: 2.
- sezon 1988/1989: 27.
- sezon 1989/1990: 11.
- sezon 1990/1991: 4.
- sezon 1991/1992: 8.
- sezon 1992/1993: 16.
- sezon 1993/1994: 20.
- sezon 1994/1995: 13.

#### Zwycięstwa w zawodach
| Nr | Dzień     | Rok  | Miejscowość | Konkurencja           | Czas biegu  |
| -- | --------- | ---- | ----------- | --------------------- | ----------- |
| 1. | 20 lutego | 1987 | Oberstdorf  | 20 km stylem dowolnym | 57:20.5 min |
| 2. | 27 marca  | 1988 | Rovaniemi   | 10 km stylem dowolnym | ?           |

#### Miejsca na podium
| Nr | Dzień       | Rok  | Miejscowość   | Konkurencja             | Czas biegu  | Strata  | Miejsce | Zwycięzca                  |
| -- | ----------- | ---- | ------------- | ----------------------- | ----------- | ------- | ------- | -------------------------- |
| 1. | 20 lutego   | 1987 | Oberstdorf    | 20 km stylem dowolnym   | 57:20.5 min | -       | 1       | -                          |
| 2. | 15 marca    | 1987 | Kawgołowo     | 10 km stylem klasycznym | ?           | ?       | 3       | Marjo Matikainen           |
| 3. | 19 grudnia  | 1987 | Reit im Winkl | 5 km stylem dowolnym    | ?           | ?       | 3       | Marja-Liisa Kirvesniemi    |
| 4. | 15 stycznia | 1988 | Dobbiaco      | 20 km stylem dowolnym   | ?           | ?       | 3       | Simone Greiner-Petter-Memm |
| 5. | 27 marca    | 1988 | Rovaniemi     | 10 km stylem dowolnym   | ?           | -       | 1       | -                          |
| 6. | 15 grudnia  | 1990 | Davos         | 15 km stylem klasycznym | ?           | ?       | 3       | Jelena Välbe               |
| 7. | 12 stycznia | 1991 | Klingenthal   | 15 km stylem klasycznym | ?           | ?       | 2       | Inger Helene Nybråten      |
| 8. | 10 lutego   | 1991 | Val di Fiemme | 10 km stylem dowolnym   | 28:25.9 min | +33.5 s | 2       | Jelena Välbe               |
| 9. | 6 marca     | 1991 | Oslo          | 5 stylem dowolnym       | ?           | ?       | 3       | Jelena Välbe               |